# Edgar Faure
Pour les articles homonymes, voir Faure.
Edgar Faure, né le 18 août 1908 à Béziers et mort le 30 mars 1988 à Paris 7e, est un homme d'État français.
Radical, il est ministre au sein de nombreux gouvernements, dans lesquels lui sont confiés d'importants portefeuilles, il est président du Conseil des ministres en 1952 et de 1955 à 1956, sous la IVe République. Ministre sous les présidences du général de Gaulle puis de Georges Pompidou, il est président de l'Assemblée nationale de 1973 à 1978.
Il est élu à l'Académie française en 1978.

## Biographie

### Plus jeune avocat de France
Fils de médecin militaire, il change régulièrement d’établissements scolaires, du collège de Verdun à Narbonne en passant par le cours La Bruyère à Paris, lors de la Première Guerre mondiale. Après des études au lycée Janson de Sailly (1919-1920), au  lycée Henri-IV à Béziers puis à Orléans et au lycée Voltaire à Paris, Edgar Faure commence des études de droit, de lettres et de langues orientales (russe). Il exerce à Paris la profession d'avocat et devient membre du barreau à 21 ans : c’est le plus jeune avocat de France de son temps et le plus jeune deuxième secrétaire de la Conférence des avocats du barreau de Paris (conférence du stage). Intéressé par la politique, il rejoint le Parti radical-socialiste après une première adhésion au Parti républicain-socialiste.
En 1931, il épouse Lucie Meyer, fille d'un marchand de soie. Le couple, pour son voyage de noces, choisit l'URSS.

### Durant la Seconde Guerre mondiale

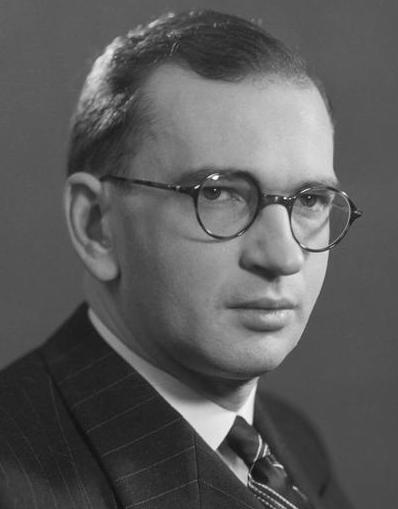
Edgar Faure en 1939.

En 1941, dans un procès à Clermont-Ferrand, il témoigne, non sans risques, en faveur de Pierre Mendès France, du même âge et avocat comme lui à Paris, incarcéré par le régime de Vichy.
À l'automne 1942, il part en Tunisie en compagnie de son épouse Lucie Faure, qui est juive, et de sa fille Sylvie, avant de rejoindre les quartiers généraux du général de Gaulle à Alger. Il devient ensuite le chef du service législatif du gouvernement provisoire (1944). En 1945, il est procureur général adjoint français au Tribunal militaire international de Nuremberg.

### Cadre du Parti radical et ministre
Après avoir été battu aux élections de 1945 à Paris, il envisage de se présenter sous l'étiquette MRP dans le Puy-de-Dôme, mais finalement il se tourne vers le Parti radical et est élu lors de la troisième consultation électorale de 1946. Edgar Faure se révèle rapidement un ardent défenseur de la Franche-Comté, collectionnant les mandats : député du Jura jusqu'en 1958, maire de Port-Lesney en 1947, président du Conseil général du Jura en 1949. Dans ces fonctions il se montre favorable au projet d'exploitation du bassin houiller du Jura qui fait débat en 1957, mais celui-ci est finalement abandonné en raison de la conjoncture économique.
À l'Assemblée nationale, comme au Parti radical, qui comporte de nombreux « ministrables », il acquiert rapidement une réputation de sérieux que son allure souriante et sa verve viennent tempérer. Il se révèle un habile stratège et devient l'un des meilleurs navigateurs des couloirs du Palais-Bourbon. Il accède en 1949, au côté de Maurice Petsche, ministre des Finances, au rang de secrétaire d'État, avant d'être promu ministre du Budget en 1950. Deux ans plus tard, il est pour la première fois président du Conseil mais son gouvernement de quarante ministres ne dure que quarante jours, pris dans l'opposition des modérés et des socialistes sur la politique économique, après qu'il a posé vingt fois la question de confiance[réf. nécessaire].
Il prouve sa capacité d'adaptation en devenant ensuite ministre des Finances des gouvernements de Joseph Laniel (centre droit) puis de Pierre Mendès France. Dans ces fonctions, il obtient de la Chambre les pleins pouvoirs, qu'il met à profit pour « relancer la relance » avec un plan de dix-huit mois dit « d'expansion dans la stabilité ». En particulier, il réglemente par décret plusieurs professions, procède à des mesures de décentralisation économique et introduit la taxe sur la valeur ajoutée.
De son ministère, il n'oublie pas les intérêts de ses électeurs du Jura, où plusieurs professions se voient bénéficier de déductions fiscales : parmi les plus citées, les éclaircisseuses, polisseurs et monteurs de pipes de la région de Saint-Claude ; ou les tourneurs, fraiseurs et guillocheurs de matières plastiques de la région de Saint-Lupicin,. Il y favorisera plus tard l'élection comme député de son directeur de cabinet Jacques Duhamel, via l'« Union des non » au référendum sur l'élection au suffrage universel du président de la République.

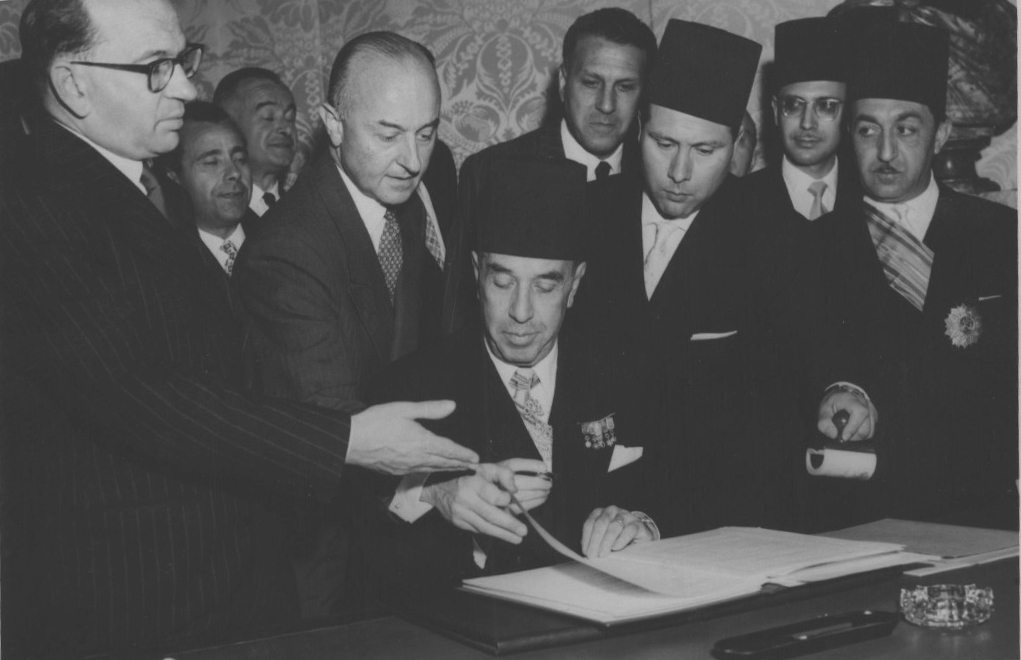
Edgar Faure (à gauche) lors de la signature des conventions de l'autonomie interne tunisienne, en 1955.

### Président du Conseil
Après la chute du gouvernement de Pierre Mendès France en février 1955,, Antoine Pinay, président du Centre national des indépendants et paysans (CNIP), appelle à une union nationale mais renonce finalement à Matignon face au risque de barrage de la SFIO et du MRP, s'effaçant au profit d'Edgar Faure.
Devenu président du Conseil, Edgar Faure poursuit la préparation de l'indépendance de la Tunisie prônée par Mendès France lors du « discours de Carthage » de juillet 1954.
Au Maroc, après quatre mois d'hésitations, il poursuit le processus de « l'indépendance dans l'interdépendance » en s'appuyant sur les voix de la gauche et s'aliénant celle de la droite. À l'été, il autorise le sultan Mohammed, exilé à Madagascar, à revenir à Paris, pour faciliter sa restauration par la conférence d'Aix-les-Bains d'août 1955, visant à « éviter une guerre dans le Rif et l'Atlas », où la tension s'est accrue.
L'écrivain François Mauriac le compare cependant dans son « bloc-notes » à un « myope qui s'empêtre dans ses combinaisons », car avec Antoine Pinay, ministre des Affaires étrangères, il « hésite un temps », consultant de grands patrons de presse, comme Pierre Lazareff, de France-Soir, qui conseille d'envoyer 50 000 militaires pour conserver ce protectorat du Maroc, ainsi que Marcel Boussac, dont l'empire textile est très dépendant des colonies. Dans son livre Ma mission au Maroc, Gilbert Grandval décrit Edgar Faure anxieux de convaincre Marcel Boussac d'accepter ce retour du sultan. Le résident général de France au Maroc, contesté à cause du chaos mais soutenu par Boussac, est maintenu jusqu'en juin 1955 alors que celui de Tunisie avait été écarté un an plus tôt. Le temps perdu par Edgar Faure est aussi dénoncé par le romancier Auguste de Montfort.
En Algérie, il instaure l'état d'urgence dès son arrivée par la loi du 3 avril 1955, qui permet la censure de la presse,, pratiquée dans les mois qui suivent avec la saisie de L'Humanité, dont le reporter est expulsé. L’opposition échoue à bloquer son adoption, tempérée par quelques amendements parlementaires, car le premier décret du 6 avril réserve l'état d'urgence à certaines zones du Constantinois, avant qu’un deuxième couvre tout l'est de l'Algérie le 19 mai puis un troisième, le 28 août 1955 toute l’Algérie, en prévoyant qu'il cesserait en cas de dissolution de l’Assemblée nationale.
Au Cameroun, il fait interdire les organisations politiques indépendantistes telles que l'UPC, la JDC et l'Udefec.
Il prend l'initiative d'une réunion au sommet des « Quatre Grands » à Genève, et favorise la tenue de la conférence de Messine, qui permet la relance de la construction européenne.

### Première dissolution de l'Assemblée depuis 1877
Dès le printemps, il est sous pression de l'aile gauche du Parti radical menée par Pierre Mendès-France, qui obtient le congrès extraordinaire de mai 1955, où Edgar Faure se retrouve minoritaire. Tous les dirigeants radicaux prenant position contre lui à l'Assemblée nationale, il est exclu le 1er décembre 1955,, ce qui sera confirmé en appel l’année suivante. Cette exclusion de son propre parti, votée à une écrasante majorité, une première pour un chef de gouvernement , sanctionne la dissolution de l'Assemblée nationale qu'Edgar Faure vient de suggérer au président René Cotyen la justifiant par l'échec d'un projet de réforme constitutionnelle visant à instituer le scrutin d'arrondissement au lieu du scrutin départemental. Georges Laffargue, René Mayer et Martinaud-Déplat se solidarisent avec lui et sont aussi exclus.
C'est aussi pour prendre de vitesse Pierre Mendès-France, porté vers un retour au pouvoir par la dynamique de ce congrès extraordinaire, qu'Edgar Faure a demandé cette dissolution au président René Coty, la première depuis celle de Mac-Mahon en 1877. Elle se révèle un échec tactique :
- à l'occasion des élections législatives anticipées de janvier 1956, les soutiens de Mendès France s'allient à la gauche au sein du Front républicain, qui obtient le contexte des « événements » d'Algérie 27,7 % des voix, rendant la gauche majoritaire, avec les près de 26% des communistes, même si les deux composantes excluent de gouverner ensemble ;
- Edgar Faure s'est lui replié sur le Rassemblement des gauches républicaines, qu’il organise en parti politique autonome et dont il prend la présidence ; lors de la campagne électorale, ses partisans se présentent sous cette étiquette, aux côtés des modérés de l'UDSR, des indépendants du CNIP et du MRP[25], ensemble de droite qui obtient 31% des voix, dont seulement 3,8 % des voix pour le RGR, concurrencé sur sa droite par l'UDCA de Pierre Poujade et Jean-Marie Le Pen, pro-Algérie Française, qui entre en force à l’Assemblée avec près de 13 % et 52 députés.

### Sur les bancs de l'opposition
Edgar Faure se retrouve alors, brièvement, dans l'opposition. S'il fut assez tôt un partisan du retour du général de Gaulle (« l'Algérie est un problème de la quatrième dimension qui ne peut être résolu que par un personnage de la quatrième dimension »), il est tenu à distance par la Ve République naissante et d'ailleurs battu, sur fond de vague gaulliste, aux législatives de 1958.
Il profite de ce temps pour écrire une thèse sur le système fiscal sous Dioclétien et pour passer son agrégation de droit : il devient agrégé des facultés de droit (droit romain et histoire du droit) en 1962.
Il est également sénateur (Gauche démocratique, réintégré au Parti radical) du Jura d'avril 1959 à février 1966, avant de revenir en 1967 à l'Assemblée nationale comme représentant du Doubs. En 1962, dans l'opposition, il vote « non » au référendum sur l'élection au suffrage universel du président de la République, « par scrupule de juriste » selon ses termes.
En 1963, il est envoyé officieusement par le pouvoir gaulliste en mission en république populaire de Chine à une époque où de Gaulle souhaitait rétablir des relations avec ce pays.

### Ministre de laVeRépublique
En 1966, après avoir soutenu le général de Gaulle à l'élection présidentielle de 1965, il devient ministre de l'Agriculture, ce qui le fait exclure (à nouveau) du Parti radical. Il ne cesse plus, dès lors, de se présenter comme un pont entre radicalisme et gaullisme, mettant en avant, selon le cas, l'une ou l'autre proximité.
En 1968, après les événements de mai, on lui confie le poste délicat de ministre de l'Éducation nationale. Sa loi d'orientation de novembre 1968 surprend la classe politique, qui la vote aussi bien à gauche qu'à droite, les communistes s'abstenant. Elle marque une rupture dans l'enseignement français en intégrant des revendications de mai 68 et notamment la participation à la gestion des établissements de tous les acteurs de l'enseignement et la facilitation de l'interdisciplinarité. Une mesure fait couler beaucoup d'encre : le report de l'étude de la langue latine de la sixième à la quatrième. C'est également sous son ministère que sont supprimés les cours du samedi après-midi.
Il envisage un temps de se présenter à l'élection présidentielle de 1969, mais après accord avec Pompidou y renonce. En octobre 1969, à l'issue d'une élection législative partielle provoquée par la démission de son suppléant, il retrouve son mandat de député dans la 3e circonscription du Doubs.
Pendant ce mandat, il dirige, sous les auspices de l'Unesco, la Commission internationale sur le développement de l'éducation, qui produit Apprendre à être, appelé également le « Rapport Faure »,.
En juillet 1972, il se voit attribuer, sous la présidence de Georges Pompidou, le poste de ministre d'État, ministre des Affaires sociales, un poste que lui confie le nouveau Premier ministre Pierre Messmer. À ce titre, il propose et obtient en particulier la généralisation de la retraite complémentaire.

### Président de l'Assemblée nationale

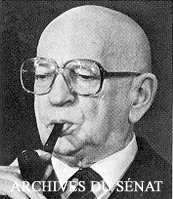
Edgar Faure dans les années 1970-1980.

Après les élections législatives de 1973, où il est réélu député dans la 3e circonscription du Doubs, le nom d'Edgar Faure est proposé pour la présidence de l'Assemblée nationale. Le 2 avril, l'ancien président du Conseil est élu président de l'Assemblée à l'issue du premier tour de scrutin, sa candidature ayant été approuvée par 274 suffrages contre 180 au socialiste Pierre Mauroy. Il qualifie son élection en ces termes : « […] Il s'agit moins d'une faveur que d'une charge, non pas d'une récompense mais d'un office, […] [la] confiance [de ses collègues] n'étant […] qu'une invitation à la mériter sans relâche, sans réserve et, autant qu'il se peut humainement, sans faiblesse ».
En 1974, il songe à présenter sa candidature à l'élection présidentielle anticipée, consécutive à la disparition de Georges Pompidou, malgré celles concurrentes de Jacques Chaban-Delmas, qui s'est rapidement déclaré, et de Valéry Giscard d'Estaing. Le président de l'Assemblée arguant du fait qu'il est à la fois centriste et membre de l'UDR, Olivier Guichard lâche alors : « L'UDR a deux candidats, dont l'un est gaulliste ». Peu soutenu, il dit ne plus vouloir se porter candidat à la présidence de la République, et sera, jusqu'à sa disparition, amer de n'avoir pu briguer l'Élysée.
En 1976, Edgar Faure succède à René Cassin à la présidence de l'Institut international des droits de l'homme et à l'Institut libre d'étude des relations internationales.
En 1977, il réadhère au Parti radical et se présente à sa présidence contre Jean-Jacques Servan-Schreiber, qui l'emporte. Cette même année, il perd son épouse. Femme de lettres, éditrice de la revue La Nef, Lucie Faure occupait une place importante auprès de lui et dans sa réflexion politique.
En mars 1978, il est réélu député (apparenté RPR) et brigue à nouveau la présidence de l'Assemblée nationale. Soutenu par Jacques Chirac, il retire sa candidature après avoir été distancé au premier tour par le gaulliste Jacques Chaban-Delmas. Le 8 juin, il est élu à l'Académie française.

### Derniers mandats

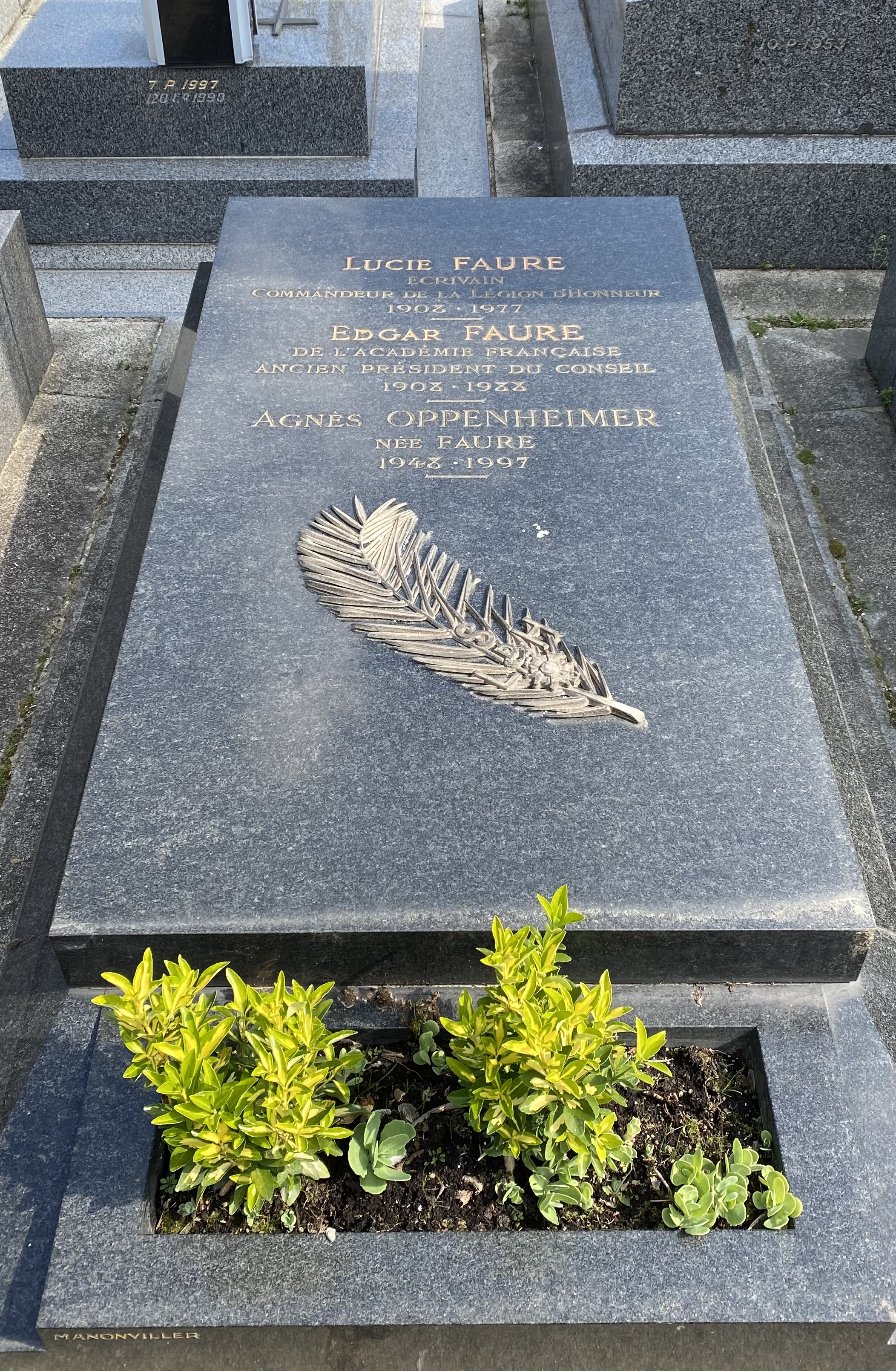
Tombe d’Edgar Faure et de son épouse au cimetière de Passy (10e division).

En 1979, en désaccord avec la ligne du RPR sur l'Europe (à la suite notamment de l'« appel de Cochin »), il se présente aux élections européennes sur la liste de l'Union pour l'Europe, conduite par Simone Veil, et démissionne du groupe RPR de l'Assemblée nationale. Il est élu sénateur, dans le Doubs cette fois, en 1980 (non-inscrit puis Gauche démocratique). Roland Vuillaume lui succède à l'Assemblée nationale à la suite d'une élection législative partielle.
Il soutient Valéry Giscard d'Estaing à l'élection présidentielle de 1981 et Jacques Chirac en prévision de celle de 1988. Il succède à Michel Baroin comme président de la Mission pour la célébration du bicentenaire de la Révolution française, et meurt au cours de cette mission. Jean Pourchet lui succède au Sénat.
Edgar Faure est aussi maire de Port-Lesney dans le Jura (1947-1971 et 1983-1987), puis de Pontarlier dans le Doubs (1971-1977), et président de la région Franche-Comté (1974-1981 et 1982-1988).
Il est inhumé au cimetière de Passy, à Paris.

## Orientation politique
Issu de la tradition radicale mais ayant changé à de nombreuses reprises d’étiquette, Edgar Faure est considéré tantôt comme pragmatique, tantôt comme opportuniste. Ses nombreuses volte-face lui ont valu le qualificatif de « girouette », ce à quoi il répondit : « ce n'est pas la girouette qui tourne, c'est le vent »,.
Il prônait le concept de « majorités d'idées » pouvant différer en fonction des textes proposés,.

## Image et postérité

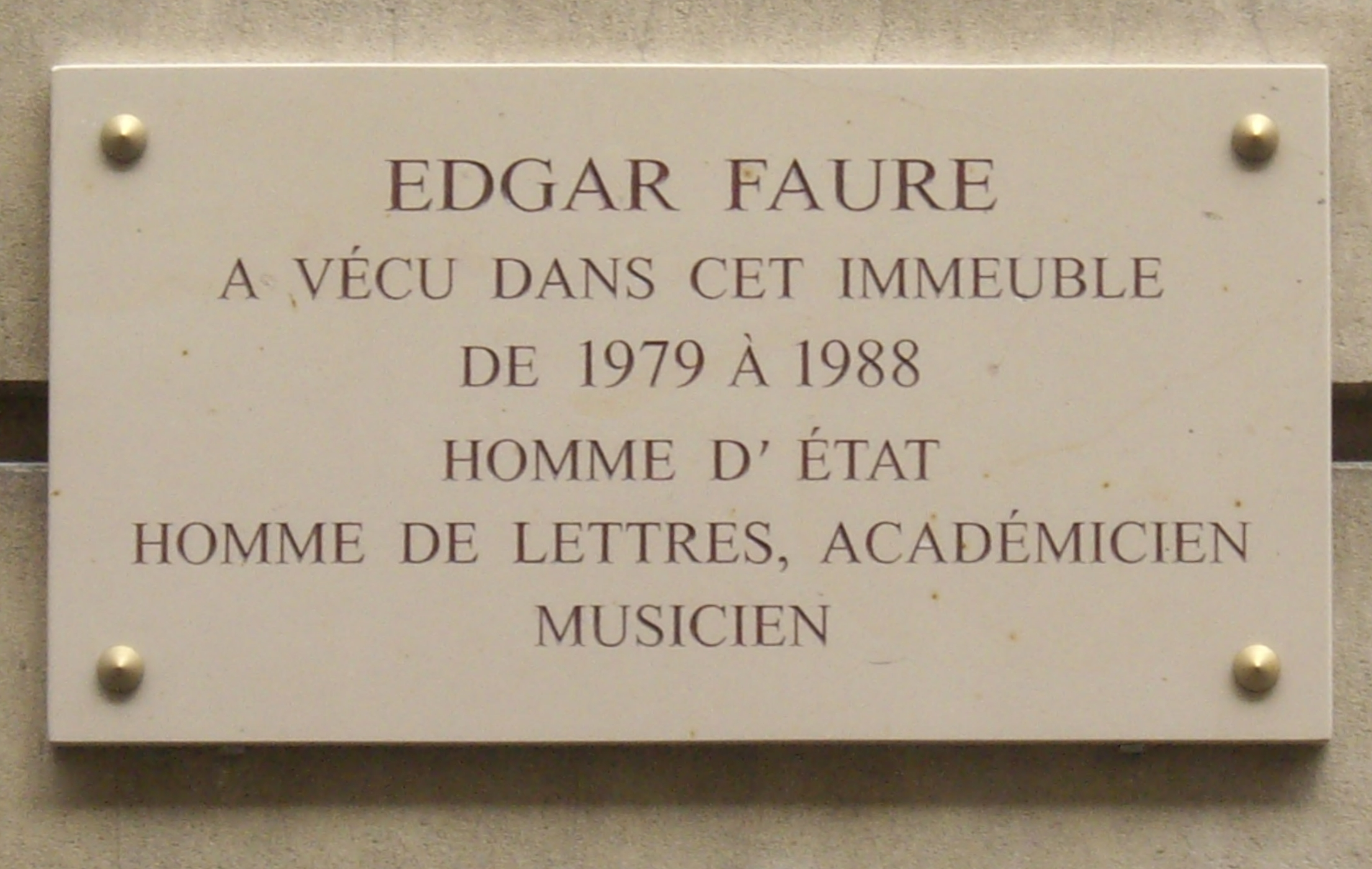
Plaque en mémoire d'Edgar Faure apposée sur son domicile parisien au no 134 de la rue de Grenelle.

Edgar Faure laisse l'image d'un brillant homme d'État, doté d'une mémoire solide et d'une culture encyclopédique capable de raisonnements fulgurants. Très bon orateur, connu pour son humour et sa répartie, bon vivant, il pouvait paraître quelquefois pécher par orgueil et par vanité. La longue carrière de ce « surdoué de la politique » et sa capacité à s'adapter furent aussi quelquefois perçues comme de la versatilité et de l'opportunisme. Doté d'une grande capacité de travail, il est reconnu par ses amis et adversaires comme ayant un sens élevé du bien public et une œuvre politique conséquente.
Il laisse également l'image d'un séducteur, ayant notamment fait aménager une porte dérobée dans l'une des salles de l'hôtel de Lassay, la résidence du président de l'Assemblée nationale, pour ses rendez-vous d'alcôve lorsqu'il présidait les travaux de la Ve législature.

## Détail des mandats et fonctions

### Au gouvernement
Les fonctions gouvernementales exercées par Edgar Faure sont présentées dans le tableau chronologique suivant.
| Dates                | Dates                | Fonctions gouvernementales exercées par Edgar Faure | Fonctions gouvernementales exercées par Edgar Faure        | Gouvernement                          |                      |                      |                      |                      |                      |
| Début                | Fin                  | Présidence du Conseil                               | Ministère                                                  | Gouvernement                          |                      |                      |                      |                      |                      |
| Quatrième République | Quatrième République | Quatrième République                                | Quatrième République                                       | Quatrième République                  | Quatrième République | Quatrième République | Quatrième République | Quatrième République | Quatrième République |
| -------------------- | -------------------- | --------------------------------------------------- | ---------------------------------------------------------- | ------------------------------------- | -------------------- | -------------------- | -------------------- | -------------------- | -------------------- |
| 13 février 1949      | 24 juin 1950         |                                                     | Secrétaire d'État aux Finances                             | Queuille I, Bidault II et III         |                      |                      |                      |                      |                      |
| 2 juillet 1950       | 10 juillet 1951      |                                                     | Ministre du Budget                                         | Queuille II, Pleven I et Queuille III |                      |                      |                      |                      |                      |
| 11 août 1951         | 7 janvier 1952       |                                                     | Ministre de la Justice                                     | Pleven II                             |                      |                      |                      |                      |                      |
| 20 janvier 1952      | 28 février 1952      | Président du Conseil                                | Ministre des Finances                                      | Faure I                               |                      |                      |                      |                      |                      |
| 28 juin 1953         | 12 juin 1954         |                                                     | Ministre des Finances et des Affaires économiques          | Laniel I et II                        |                      |                      |                      |                      |                      |
| 18 juin 1954         | 20 janvier 1955      |                                                     | Ministre des Finances, des Affaires économiques et du Plan | Mendès France                         |                      |                      |                      |                      |                      |
| 20 janvier 1955      | 5 février 1955       |                                                     | Ministre des Affaires étrangères                           | Mendès France                         |                      |                      |                      |                      |                      |
| 23 février 1955      | 24 janvier 1956      | Président du Conseil                                |                                                            | Faure II                              |                      |                      |                      |                      |                      |
| 1er décembre 1955    | 24 janvier 1956      | Président du Conseil                                | Ministre de l'Intérieur (intérim)                          | Faure II                              |                      |                      |                      |                      |                      |
| 14 mai 1958          | 28 mai 1958          |                                                     | Ministre des Finances, des Affaires économiques et du Plan | Pflimlin                              |                      |                      |                      |                      |                      |
| Cinquième République |                      |                                                     |                                                            |                                       |                      |                      |                      |                      |                      |
| 8 janvier 1966       | 10 juillet 1968      |                                                     | Ministre de l'Agriculture                                  | Pompidou III et IV                    |                      |                      |                      |                      |                      |
| 12 juillet 1968      | 20 juin 1969         |                                                     | Ministre de l'Éducation nationale                          | Couve de Murville                     |                      |                      |                      |                      |                      |
| 6 juillet 1972       | 28 mars 1973         |                                                     | Ministre d'État, chargé des Affaires sociales              | Messmer I                             |                      |                      |                      |                      |                      |

### Au Parlement
À l’Assemblée nationale
- 28 novembre 1946 - 8 décembre 1958 : député pour le Jura (groupe RRRS puis groupe RGR-CR)
- 3 avril 1967 - 7 mai 1967 : député pour la troisième circonscription du Doubs (groupe UD-Ve)
- 11 juillet 1968 - 12 août 1968 : député pour la troisième circonscription du Doubs (groupe UDR)
- 21 octobre 1969 - 6 août 1972 : député pour la troisième circonscription du Doubs (groupe UDR)
- 2 avril 1973 - 28 septembre 1980 : député pour la troisième circonscription du Doubs (groupe UDR puis groupe RPR)
- 2 avril 1973 - 2 avril 1978 : président de l'Assemblée nationale

Au Sénat
- 28 avril 1959 - 8 février 1966 : sénateur pour le Jura
- 2 octobre 1980 - 30 mars 1988 : sénateur pour le Doubs (non-inscrit puis groupe de la Gauche démocratique)

Au Parlement européen
- 17 juillet 1979 - 23 juillet 1984 : député européen (membre du groupe libéral et démocratique)

### Au niveau local
- 1947-1970 : maire de Port-Lesney (Jura)
- 1949-1967 : président du conseil général du Jura
- 1967-1979 : conseiller général du Doubs (élu dans le canton de Pontarlier)
- 1971-1977 : maire de Pontarlier
- 1974-1981 : président du conseil régional de Franche-Comté
- 1982-1988 : président du conseil régional de Franche-Comté
- 1983-1988 : maire de Port-Lesney

## Décorations et distinctions

### Décorations
- Commandeur de l'ordre du Mérite agricole en tant que ministre de l'Agriculture (1966)[41]
- Commandeur de l'ordre de l'Économie nationale ex officio en tant que ministre des finances et des affaires économiques (1955)[42],[43]

### Distinctions
- Membre de l'Académie du royaume du Maroc[44].

## Publications
Certaines de ses œuvres littéraires ont paru sous le pseudonyme d'Edgar Sanday (« Edgar sans d »).
- Pascal : le procès des provinciales, Firmin Didot, 1930
- Le Pétrole dans la paix et dans la guerre, Nouvelle revue critique, 1938
- Pour rencontrer M. Marshes, Sequana Éditeur, 1942 (Roman policier publié sous le pseudonyme Ed Faure, réédité en 10/18 dans la collection grands détectives)
- L'Installation du président Fitz Mole, Sequana Éditeur (Roman policier publié sous le pseudonyme Ed Faure, réédité en 10/18 dans la collection grands détectives)
- Mr Langois n'est pas toujours égal à lui-même  Julliard 1950 (Roman « d'atmosphère » publié sous le pseudonyme Edgar Sanday, réédité en 10/18 dans la collection grands détectives)
- Le Serpent et la Tortue (les problèmes de la Chine populaire), Juillard, 1957
- La Disgrâce de Turgot, Gallimard, 1961
- Étude de la capitation de Dioclétien d'après le Panégyrique VIII, Sirey, 1961 (Thèse de doctorat en droit)
- Prévoir le présent, Gallimard, 1966
- L'Éducation nationale et la Participation, Plon, 1968
- Philosophie d'une réforme, Plon, 1969
- L'Âme du combat, Fayard, 1969
- Ce que je crois, Grasset, 1971
- Pour un nouveau contrat social, Seuil, 1973
- Au-delà du dialogue avec Philippe Sollers, Balland, 1977
- La Banqueroute de Law, Gallimard, 1977
- La Philosophie de Karl Popper et la Société politique d'ouverture, Firmin Didot, 1981
- Mémoires I, « Avoir toujours raison, c'est un grand tort », Plon, 1982
- Mémoires II, « Si tel doit être mon destin ce soir », Plon, 1984, (9e Prix de la Fondation Pierre-Lafue 1985)
- Discours prononcé pour la réception de Senghor à l'Académie française, le 29 mars 1984

## Filmographie
- La Loi (2014), téléfilm de Christian Faure, joué par Laurent Claret